# Bóveda de la Ribera
Bóveda de la Ribera es una localidad y una Entidad Local Menor situada en la provincia de Burgos, comunidad autónoma de Castilla y León (España), comarca de Las Merindades, partido judicial de Villarcayo, ayuntamiento de Medina de Pomar.

## Geografía
En la vertiente mediterránea de la provincia en la divisoria de aguas de los ríos Nela y  Jerea.
Situado 9.8 km al este de la capital del municipio, 21 km de Villarcayo, cabeza de partido, y 96 de Burgos. Situado en la carretera provincial  BU-V-5511  entre La Cerca y Criales.

### Comunicaciones
- Carretera:

Se accede partiendo desde Medina de Pomar en el cruce de El Olvido  N-629  tomando la carretera autonómica  BU-551  con dirección La Cerca o Criales, en el cruce anterior a La Cerca girar a mano derecha, tomando la carretera provincial  BU-V-5511  (que comunica La Cerca con Criales, ambas en la carretera autonómica  BU-551 ) que te lleva hasta Bóveda de la Ribera, el núcleo urbano queda a un margen de la carretera.
Desde el núcleo urbano de Bóveda parte un camino de acceso a Quintanamacé.
- Autobús:

Autobús Medina de Pomar-Bilbao en La Cerca, a 5 km.

## Demografía
En el censo de 1950 contaba con 142 habitantes, 21 en 2006 y 23 en 2007.

## Historia
Lugar —denominado entonces Bobeda de la Ribera— perteneciente a la Junta de la Cerca, una de las seis en que se subdividía la Merindad de Losa en el Corregimiento de las Merindades de Castilla la Vieja, jurisdicción de realengo con regidor pedáneo.
A la caída del Antiguo Régimen queda agregado al ayuntamiento constitucional de Junta de la Cerca, en el partido de Villarcayo perteneciente a la región de  Castilla la Vieja, para posteriormente integrarse en su actual municipio de  Medina de Pomar.
Así se describe a Bóveda de la Ribera en el tomo IV del Diccionario geográfico-estadístico-histórico de España y sus posesiones de Ultramar, obra impulsada por Pascual Madoz a mediados del siglo XIX:

Lugar en la provincia, diócesis, audiencia territorial y capitanía general de Burgos (16 leguas), partido judicial de Villarcayo (3), ayuntamiento de la Junta de Cerca, con 2 regidores y un fiel de fechos para su gobierno interior; Situado en un llano rodeado de cerros, valles y collados aislados, bien ventilado y con clima saludable. Consta de 33 casas de 16 a 20 pies de altura, las más de solo piso bajo, formando cuerpo de población y varias calles poco limpias y sin empedrar; entre aquellas se halla la iglesia parroquial dedicada a San Juan y servida por un cura párroco que presenta el abad de Rosales, y un sacristán; en buen paraje el cementerio, y una fuente de abundantes aguas destinada a los usos domésticos. Confina por N Betarres; E Criales; S Valmayor, y O Rosales, distantes sus límites de 12 a 20 minutos; el terreno es arcilloso en los valles y delgado en los cerros; está dividido en 3 suertes, contando la primera 60 fanegas de sembradura, 100 la segunda y 140 la tercera; le baña un arroyo de curso perenne, con otros varios de poco caudal; los caminos en mediano estado, son locales; y sus producciones son trigo, cebada, centeno, yeros, garbanzos, titos y patatas, ganado lanar, cabrío, vacuno, yeguar y mular; caza de liebres, perdices, zorros y lobos. Población: 14 vecinos, 52 almas, dedicados principalmente a la agricultura e importación de granos, vino, aceite y géneros de vestir. Capital productivo: 360.600 reales. Imponible: 36.400 reales.
Diccionario geográfico-estadístico-histórico de España y sus posesiones de Ultramar